# نارانپاناوا دیسانگامدا
نارانپاناوا دیسانگامدا (به لاتین: Naranpanawa Disaneggammedda) یک منطقهٔ مسکونی در سری‌لانکا است که در استان مرکزی (سری‌لانکا) واقع شده‌است.